# Казарян, Ваге Робертович
Ваге Робертович Казарян (арм. Վահե Ռոբերտի Ղազարյան; род. 15 июня 1974, Иджеван) — армянский деятель органов внутренних дел. Министр внутренних дел Армении (2023—2024). Начальник полиции Республики Армения (2020—2023). Генерал-майор полиции.

## Биография
Родился 15 июня 1974 года в Иджеване.
В 1995 году окончил экономический факультет Ереванского государственного университета. Позднее, в 2009 году окончил юридический факультет Ереванского госуниверситета. С 1995 по 1996 год проходил службу в рядах Вооружённых сил Армении.
В декабре 2003 года начал трудовую деятельность инспектором штаба управления полиции Тавушской области. В 2005 году был повышен до оперуполномоченного группы уголовного розыска по борьбе с наркобизнесом и наркоманией, а в 2007 году до старшего оперуполномоченного по борьбе с наркобизнесом и наркоманией отделения уголовного розыска.
С декабря 2009 по январь 2012 года — начальник отделения уголовного розыска Иджеванского отдела управления полиции. В 2012 году занял должность заместителя начальника по оперативной части Иджеванского отдела, в 2016 году — начальника Дилижанского отдела, а в 2018 году — начальника управления полиции Тавушской области.
22 мая 2019 года Президент Армении Армен Саркисян назначил Казаряна командующим войсками полиции Республики Армения и заместителем начальника полиции Армении. Спустя год, 8 июня 2020 года, он был назначен начальником полиции Армении, сменив на этой должности Армана Саркисяна.
9 января 2023 года был назначен министром внутренних дел Армении.
После начала протестов в Армении 10 ноября 2020 года, вызванных подписанием соглашения о прекращении огня в Нагорном Карабахе, Казарян уволил начальника ереванской полиции полковника Армена Гаспаряна за отказ исполнять приказы правительства.
5 июля 2021 года Казаряну было присвоено звание генерал-майора полиции.
9 января 2023 года назначен министром внутренних дел Армении.
18 ноября 2024 года подал в отставку, а 19 ноября освобождён от должности министра внутренних дел Армении.

## Личная жизнь
Женат, воспитывает двух сыновей и дочь.

## Награды и звания
- Медаль «За укрепление сотрудничества» полиции Республики Арцах (2020)[10]